# Beefeater

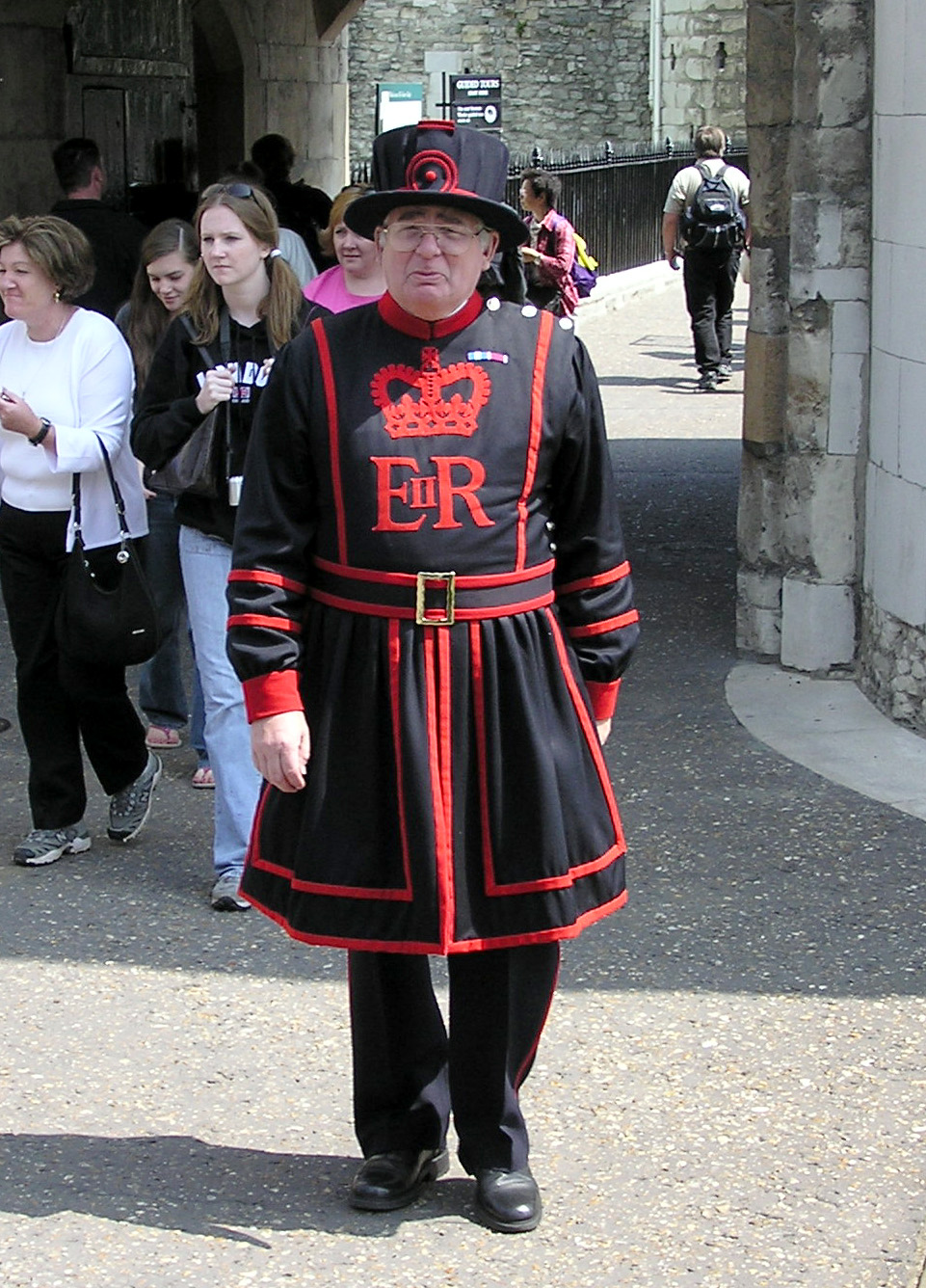
Uno Yeoman Warder

Gli Yeomen Warders , meglio noti col nomignolo di Beefeaters, sono i guardiani della Torre di Londra. In italiano il nome completo è "Guardie del Palazzo Reale di Sua Maestà e della fortezza della Torre di Londra".

## Ruolo
In origine il loro compito era quello di tenere a bada ogni eventuale prigioniero rinchiuso all'interno del perimetro della Torre e, soprattutto, di salvaguardare i numerosi e preziosi gioielli della Corona inglese. Dato che la Torre non svolge più le funzioni per le quali era stata eretta, i Beefeaters consistono in una sorta di guida turistica.
Ogni sera, da oltre 700 anni, si svolge una funzione detta "cerimonia delle chiavi" relativa alla chiusura serale delle porte.
Tale funzione risulta essere, secondo le guide, la più antica "funzione pubblica" in essere, e si svolge quotidianamente da oltre 7 secoli senza interruzioni, neanche durante le due guerre mondiali. 
Per essere presenti alla cerimonia, rigorosamente gratuita e su invito, è necessario scrivere al "conestabile della torre" diversi mesi prima della data desiderata.

## Etimologia
Il termine beefeater invece significa letteralmente "mangiatori (eater) di manzo (beef)". Il termine beefeater è la versione inglese della parola francese buffetier, maggiordomo. I beefeater infatti erano i maggiordomi della casa reale.
L'etimologia del nome Beefeaters non è certa. Una delle teorie più accreditate è legata al salario delle guardie che includeva una razione di carne di manzo (beef in inglese): in poche parole, questi guardiani potevano mangiare carne a volontà dalla tavola imbandita del sovrano. Questa vicenda trae le sue radici nel 1669 quando Cosimo, il Granduca di Toscana, fece visita alla Torre e rimase impressionato dai guardiani stessi e dalle loro abitudini nel rifornirsi di cibo.
Alcune congetture storicamente senza basi fanno derivare il nome dal francese Buffettiers (cameriere), le guardie del palazzo del regno di Francia, che proteggevano il cibo del re. Pare inoltre che parte delle razioni di carne di manzo portate all'interno della torre su ordinazione di detenuti illustri, venisse consumata dalle guardie, da qui l'appellativo di Beefeaters.

## Caratteristiche
Indossano la loro tipica uniforme blu scuro e rossa dell'epoca Tudor sulla quale è ricamata la corona di sant'Edoardo sopra le cifre del monarca regnante, sono armati di una sergentina (varietà di alabarda) e devono conoscere a memoria ogni angolo della torre e posare, eventualmente, con i turisti. Ricevono, oltre a uno stipendio, un appartamento all'interno della torre. Il corpo è tradizionalmente maschile, ma nel 2007 è stata assunta la prima donna, Moira Cameron.
Per essere ammessi nel corpo gli aspiranti devono aver maturato almeno 22 anni di servizio nell'esercito Britannico, aver raggiunto il grado di "Warrant Officer" (Sottufficiale, corrispondente al grado italiano di maresciallo), avere ricevuto delle onorificenze di "lungo e onorevole servizio" e avere un'età tra i 40 e i 55 anni. Tra i compiti, oltre che fare la guardia alla Torre di Londra, c'è anche quello di proteggere i corvi che la tradizione vuole che sempre stazionino presso l'edificio, pena il crollo della Torre e dell'Impero Britannico.